# Jüri Jaanson
Jüri Jaanson (Tartu, 14 ottobre 1965) è un canottiere e politico estone, vincitore delle medaglie d'argento nel Singolo ad Atene 2004 e nel 2 di coppia a Pechino 2008, assieme a Tõnu Endrekson. Nel 2011 gli fu conferita la Medaglia Thomas Keller e nello stesso anno fu eletto deputato al Riigikogu.

## Palmarès
- Olimpiadi

Atene 2004: argento nel singolo.
Pechino 2008: argento nel 2 di coppia.
- Campionati del mondo di canottaggio

1989 - Kaizu: bronzo nel singolo.
1990 - Tasmania: oro nel singolo.
1995 - Tampere: argento nel singolo.
2005 - Kaizu: bronzo nel 4 di coppia.
2007 - Monaco di Baviera: bronzo nel 2 di coppia
- Campionati europei di canottaggio

2008 - Maratona: oro nel quattro di coppia.